# Entertainment!
Az 1979-es Entertainment! Gang of Four debütáló nagylemeze. 2003-ban a Rolling Stone magazin Minden idők 500 legjobb albuma listáján a 490. lett. Szerepel az 1001 lemez, amit hallanod kell, mielőtt meghalsz című könyvben. 2009-re 100 000 példányban kelt el az Egyesült Királyságban.

## Az album dalai
| 1. | Ether               | Dave Allen, Hugo Burnham, Andy Gill, Jon King | 3:52 |
| 2. | Natural's Not in It | Allen, Burnham, Gill, King                    | 3:09 |
| 3. | Not Great Men       | Allen, Burnham, Gill, King                    | 3:08 |
| 4. | Damaged Goods       | Allen, Burnham, Gill, King                    | 3:29 |
| 5. | Return the Gift     | Allen, Burnham, Gill, King                    | 3:08 |
| 6. | Guns Before Butter  | Allen, Burnham, Gill, King                    | 3:49 |

| 1. | I Found That Essence Rare | Allen, Burnham, Gill, King | 3:09 |
| 2. | Glass                     | Allen, Burnham, Gill, King | 2:32 |
| 3. | Contract                  | Allen, Burnham, Gill, King | 2:42 |
| 4. | At Home He's a Tourist    | Allen, Burnham, Gill, King | 3:33 |
| 5. | 5.45                      | Allen, Burnham, Gill, King | 3:48 |
| 6. | Anthrax                   | Allen, Burnham, Gill, King | 4:23 |

## Helyezések

### Album
| Év   | Lista           | Helyezés |
| ---- | --------------- | -------- |
| 1979 | Brit albumlista | 45       |

### Kislemezek
| Év   | Kislemez               | B-oldal                   | Lista                       | Helyezés |
| ---- | ---------------------- | ------------------------- | --------------------------- | -------- |
| 1979 | At Home He's a Tourist | It's Her Factory          | Brit kislemezlista          | 58       |
| 1980 | Damaged Goods          | I Found That Essence Rare | Billboard Club Play singles | 39       |

## Közreműködők
- Hugo Burnham – dob, ének
- Dave Allen – basszusgitár, ének
- Andy Gill – gitár, ének
- Jon King – ének, melodika

## Fordítás
Ez a szócikk részben vagy egészben a Entertainment! című angol Wikipédia-szócikk ezen változatának fordításán alapul.  Az eredeti cikk szerkesztőit annak laptörténete sorolja fel. Ez a jelzés csupán a megfogalmazás eredetét és a szerzői jogokat jelzi, nem szolgál a cikkben szereplő információk forrásmegjelöléseként.